# Роллен, Шарль
Шарль Ролле́н (фр. Charles Rollin; 30 января 1661, Париж — 14 декабря 1741) — французский историк и педагог.

## Биография
Сын кожевенника, благодаря способностям и помощи знакомого монаха, получил стипендию в Колледже Плесси; изучал теологию в Сорбонне и был пострижен в монахи. В 1684 году он начал преподавание, сменив своего учителя М. А. Эрсана; в 1687 году был назначен профессором риторики в колледже, а в 1688 году стал профессором красноречия в Королевском колледже. В 1694 году он был избран ректором Парижского университета. С 1696 года он заведовал колледжем Бове. Роллен был членом Академии надписей и изящной словесности.
Одно время он подвергался преследованиям, вызванным близостью его к янсенистам и оппозицией против опубликования буллы Unigenitus. Из-за религиозных убеждений он лишился ректорства, но в 1719 году был вновь им избран.
Конец своей жизни он посвятил литературной деятельности — в сфере образования и истории. Работу, предназначенную для педагогов, названную «Traité des études» (Париж, 1726—1731), он начал писать в возрасте 59 лет. В 67 лет Роллен начал писать «Древнюю историю» (Париж, 1730—1738, 13 томов), а в 76 лет — «Римскую историю» (с 1738 г., 9 томов).
В «Traité des études» он изложил новые способы изучения гуманитарных наук (belles-lettres), последовательно рассмотрев языкознание, поэзию, риторику, элоквенцию, историю и философию. Новым подходом стало стремление к созданию школьных руководств не на латинском, а на французском языке, а также рекомендации уделять больше времени преподаванию отечественной истории. Книга Шарля Роллена была изложена незаурядным по тому времени языком, который был положительно оценен Вольтером.
Лёгкость слога, занимательность и связность изложения отличают «Древнюю историю» и «Римскую историю», хотя оба сочинения представляют собой компиляцию — некритическую и несколько неточную. В тексте на полях были размещены многочисленные ссылки на древние источники и авторов и поэтому работа Роллена имеет большое источниковедческое значение.
Роллен издал также «Institutiones» Квинтилиана, сократив их и снабдив примечаниями (Париж, 1715). После смерти вышли в свет его «Opuscules» — сборник писем, речей, стихотворений и т. п. (Париж, 1771). Полное собрание сочинений Роллена в дальнейшем предпринималось дважды: Гизо (в 30 т., 1821—1827) и Летронном (в 30 т., 1821—1827).
«Всемирная история» Роллена была переведена на русский язык В. К. Тредиаковским.

## Источник
- Роллен, Шарль // Энциклопедический словарь Брокгауза и Ефрона : в 86 т. (82 т. и 4 доп.). — СПб., 1890—1907.